# IEEE P1363
IEEE P1363 — проект Института инженеров по электротехнике и электронике (англ. Institute of Electrical and Electronics Engineers, IEEE) по стандартизации криптосистем с открытым ключом.
Целью проекта было объединение опыта разработчиков криптографических алгоритмов с открытым ключом и создание единой базы их описаний для удобного выбора и применения.
В итоге проект включает в себя следующие спецификации, разделённые по методу шифрования:
- Традиционные криптосистемы с открытым ключом (IEEE Std 1363—2000 и 1363a-2004)
- Криптосистемы с открытым ключом на решётках (P1363.1)
- Криптосистемы с открытым ключом с паролем (P1363.2)
- Личностные криптосистемы с открытым ключом на спаривании (P1363.3)

Описанные в стандарте алгоритмы также можно условно разделить по способам применения:
- Стандартное шифрование с открытым ключом
- Электронную подпись
- Протоколы выработки общего ключа

Из-за широты охвата и значительной математической основы стандарт может использоваться как база для создания национальных или отраслевых стандартов.
По состоянию на октябрь 2011 года рабочую группу возглавляет Уильям Уайт из NTRU Cryptosystems, Inc. Он занял должность в августе 2001. До этого руководителями были Ари Зингер, также из NTRU (1999—2001), и Барт Калиски из RSA Security (1994—1999).

## История P1363
Работа над проектом началась в 1994 году. До 2001 года рабочая группа состояла из 31 человека. В 1997 году проект был разделён на P1363 и P1363a. В 2000 проект был расширен, и уже в конце года началась работа над P1363.1 и P1363.2 . В 2004 году рабочая группа состояла из 16 человек.

## Традиционные криптосистемы с открытым ключом (стандарты IEEE 1363—2000 и 1363a-2004)
Данная спецификация включает в себя описания алгоритмов выработки общего ключа, электронной подписи и непосредственно шифрования. При этом используются такие математические методы как факторизация целых чисел, дискретное логарифмирование и дискретное логарифмирование в группах точек эллиптических кривых.

### Алгоритмы выработки общего ключа
- DL/ECKAS-DH1 и DL/ECKAS-DH2 (англ. Discrete Logarithm/Elliptic Curve Key Agreement Scheme) — алгоритмы выработки общего ключа с использованием дискретного логарифма и эллиптической криптографии в варианте Диффи — Хеллмана). Включают в себя как стандартный алгоритм Диффи — Хеллмана, построенный на дискретном логарифмировании, так и версию, основанную на эллиптических кривых.Графическое изображение функции, используемой в алгоритме Диффи — Хеллмана

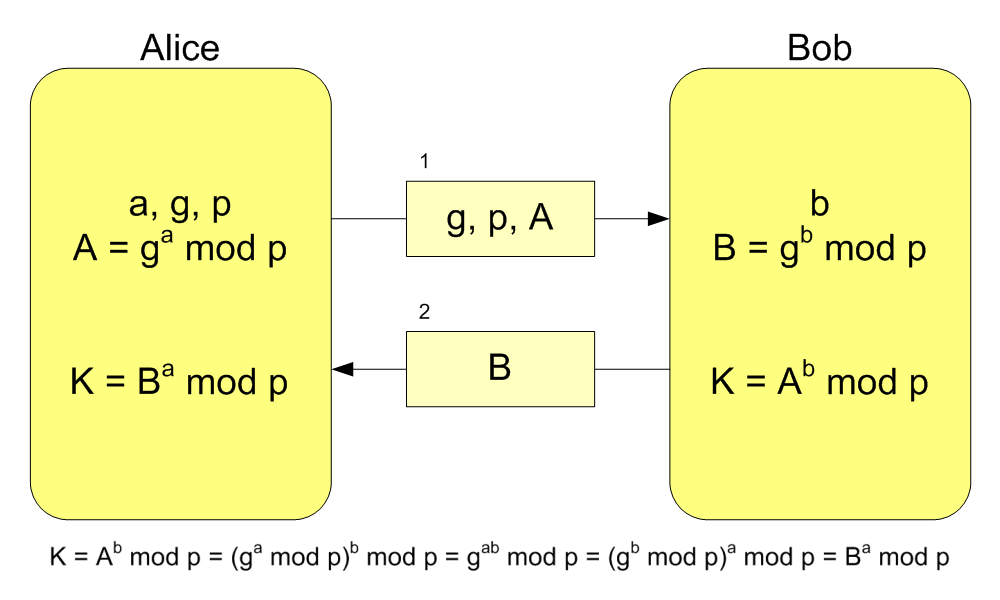
Графическое изображение функции, используемой в алгоритме Диффи — Хеллмана

- DL/ECKAS-MQV — алгоритмы выработки общего ключа с использованием дискретного логарифма и эллиптической криптографии в варианте MQV. Построенные на протоколе Диффи-Хеллмана, протоколы MQV считаются более защищенным к возможным махинациям с подменой ключей[4].

### Алгоритмы подписи
- DL/ECSSA (англ. Discrete Logarithm/Elliptic Curve Signature Scheme with Appendix) — алгоритмы подписи с использованием дискретного логарифма и эллиптической криптографии с дополнением. Здесь четыре основных варианта: DSA, ECDSA, Nyberg-Rueppel, а также Nyberg-Rueppel на эллиптических кривых.
- IFSSA (англ. Integer Factorization Signature Scheme with Appendix) — алгоритм подписи на целочисленной факторизации с дополнением, что означает, что функции проверки подлинности нужно предоставить не только саму подпись, но также и сам документ. В этот раздел входят две версии RSA, алгоритм Рабина (англ. Rabin-Williams) и ESIGN, быстрый стандарт, разработанный Nippon Telegraph and Telephone, а также несколько вариантов кодирования сообщения (генерации хэша), называемых EMSA. Несколько сочетаний имеют устойчивые названия как готовые алгоритмы. Так, генерация хэша при помощи EMSA3 с шифрованием RSA1 также имеет название PKCS#1 v1.5 RSA signature (по стандарту PKCS, разработанному компанией RSA); RSA1 с кодированием EMSA4 — это RSA-PSS; RSA1 с EMSA2 — алгоритм ANSI X9.31 RSA[5].
- DL/ECSSR (англ. Discrete Logarithm/Elliptic Curve Signature Scheme with Recovery) — алгоритмы подписи с использованием дискретного логарифма и эллиптической криптографии с восстановлением документа. Это означает, что для проверяющей стороны нужны только открытый ключ и подпись — само сообщение будет восстановлено из подписи.
- DL/ECSSR-PV (англ. Discrete Logarithm/Elliptic Curve Signature Scheme with Recovery, Pintsov-Vanstone version) — алгоритмы подписи с использованием дискретного логарифма и эллиптической криптографии с восстановлением документа, но уже версия Ванстоуна-Пинцова. Интересно, что Леонид Пинцов — выходец из России (заканчивал матмех СПБГУ)[6].
- IFSSR (англ. Integer Factorization Signature Scheme with Recovery) — алгоритм с восстановлением на целочисленной факторизации.

### Алгоритмы шифрования
- IFES (англ. Integer Factorization Encryption Scheme) — один из часто используемых алгоритмов, когда данные шифруются RSA, а до этого подготавливаются при помощи алгоритма OAEP[7].
- DL/ECIES (англ. Discrete Logarithm/Elliptic Curve Integrated Encryption Scheme) — более устойчивый к взлому вариант алгоритма Эль-Гамаля (англ. ElGamal encryption), известный как DHAES[8].
- IFES-EPOC (англ. Integer Factorization Encryption Scheme, EPOC version) — алгоритм EPOC на целочисленной факторизации.

## Криптосистемы с открытым ключом на решётках (P1363.1)
- Алгоритм шифрования NTRU — алгоритм, основанный на задаче нахождения кратчайшего вектора в решётке. Некоторыми исследователями считается более быстрым[9], а также устойчивым к взлому на квантовых компьютерах[10], в отличие от стандартных криптосистем с открытым ключом (например, RSA и алгоритмов эллиптической криптографии).

## Криптосистемы с открытым ключом с паролем (P1363.2)
Сюда входят алгоритмы выработки общего ключа при известном обеим сторонам пароле и алгоритмы получения ключа при известном пароле.
- BPKAS (англ. Balanced Password-Authenticated Key Agreement Scheme, version PAK) — алгоритм выработки общего ключа при известном пароле, когда один и тот же пароль используется как при создании ключа, так и при его проверке. В стандарт включены три версии алгоритма: PAK, PPK и SPEKE
- APKAS-AMP (англ. Augmented Password-Authenticated Key Agreement Scheme, version AMP) — алгоритм выработки общего ключа при известном пароле, когда для создания ключа и для аутентификации используются разные данные, построенные на пароле. 6 версий: AMP, BSPEKE2, PAKZ, WSPEKE, версия на SRP (Secure Remote Password) в вариантах 3 и 6, версия SRP в варианте 5
- PKRS-1 (англ. Password Authenticated Key Retrieval Scheme, version 1) — алгоритм получения ключа при известном пароле.

## Личностные криптосистемы с открытым ключом на спаривании (P1363.3)
В этом разделе стандарта содержатся алгоритмы личностной криптографии, построенные на различных спариваниях. Этот проект был согласован в сентябре 2005, первый полный черновик появился в мае 2008. По состоянию на октябрь 2011 новых спецификаций не появлялось.

## Аналоги
Другими проектами, занимавшимися каталогизацией криптографических стандартов являются уже упомянутый PKCS, созданный RSA Security, а также европейский NESSIE и японский CRYPTREC, однако, охват IEEE P1363 именно в области криптографии с открытым ключом значительно шире.